# Kudal
Kudal è una suddivisione dell'India, classificata come census town, di 13.643 abitanti, situata nel distretto di Sindhudurg, nello stato federato del Maharashtra. In base al numero di abitanti la città rientra nella classe IV (da 10.000 a 19.999 persone).

## Geografia fisica
La città è situata a 16° 00' 40 N e 73° 41' 11 E.

## Società

### Evoluzione demografica
Al censimento del 2001 la popolazione di Kudal assommava a 13.643 persone, delle quali 6.918 maschi e 6.725 femmine. I bambini di età inferiore o uguale ai sei anni assommavano a 1.703, dei quali 901 maschi e 802 femmine. Infine, coloro che erano in grado di saper almeno leggere e scrivere erano 10.624, dei quali 5.594 maschi e 5.030 femmine.